# العلاقات الإسواتينية الناوروية
العلاقات الإسواتينية الناوروية هي العلاقات الثنائية التي تجمع بين إسواتيني وناورو.

## مقارنة بين البلدين
هذه مقارنة عامة ومرجعية للدولتين:
| وجه المقارنة                                              | إسواتيني                                   | ناورو                          |
| --------------------------------------------------------- | ------------------------------------------ | ------------------------------ |
| المساحة (كم2)                                             | 17.36 ألف                                  | 21                             |
| عدد السكان (نسمة)                                         | 1.37 مليون                                 | 10.08 ألف                      |
| الكثافة السكانية (ن./كم²)                                 | 78.92                                      | 48.00 ألف                      |
| العاصمة                                                   | لوبامبا، مبابان                            | ضاحية يارين                    |
| اللغة الرسمية                                             | لغة إنجليزية، لغة سوازي                    | اللغة الناورونية، لغة إنجليزية |
| العملة                                                    | ليلانغيني سوازيلندي                        | دولار أسترالي                  |
| الناتج المحلي الإجمالي (بليون دولار)                      | 4.41 مليار                                 | 113.88 مليون                   |
| الناتج المحلي الإجمالي (تعادل القوة الشرائية) بليون دولار | 11.13 مليار                                | 162.98 مليون                   |
| الناتج المحلي الإجمالي الاسمي للفرد دولار أمريكي          | 3.20 ألف                                   | 9.83 ألف                       |
| الناتج المحلي الإجمالي للفرد دولار أمريكي                 | 8.29 ألف                                   |                                |
| مؤشر التنمية البشرية                                      | 0.531                                      |                                |
| رمز المكالمات الدولي                                      | +268                                       | +674                           |
| رمز الإنترنت                                              | .sz                                        | .nr                            |
| المنطقة الزمنية                                           | التوقيت القياسي لجنوب أفريقيا، ت ع م+02:00 | ت ع م+12:00                    |

## منظمات دولية مشتركة
يشترك البلدان في عضوية مجموعة من المنظمات الدولية، منها:
| علم المنظمة | اسم المنظمة                                 | تاريخ انضمام إسواتيني | تاريخ انضمام ناورو |
| ----------- | ------------------------------------------- | --------------------- | ------------------ |
|             | يونسكو                                      | 25 يناير 1978         | 17 أكتوبر 1996     |
|             | منظمة حظر الأسلحة الكيميائية                | ?                     | ?                  |
|             | الاتحاد البريدي العالمي                     | ?                     | ?                  |
|             | منظمة الشرطة الجنائية الدولية               | ?                     | ?                  |
|             | الأمم المتحدة                               | 24 سبتمبر 1968        | 14 سبتمبر 1999     |
|             | الاتحاد الدولي للاتصالات                    | 11 نوفمبر 1970        | 10 يونيو 1969      |
|             | مجموعة دول أفريقيا والكاريبي والمحيط الهادئ | ?                     | ?                  |
|             | دول الكومنولث                               | ?                     | ?                  |